# Seringa

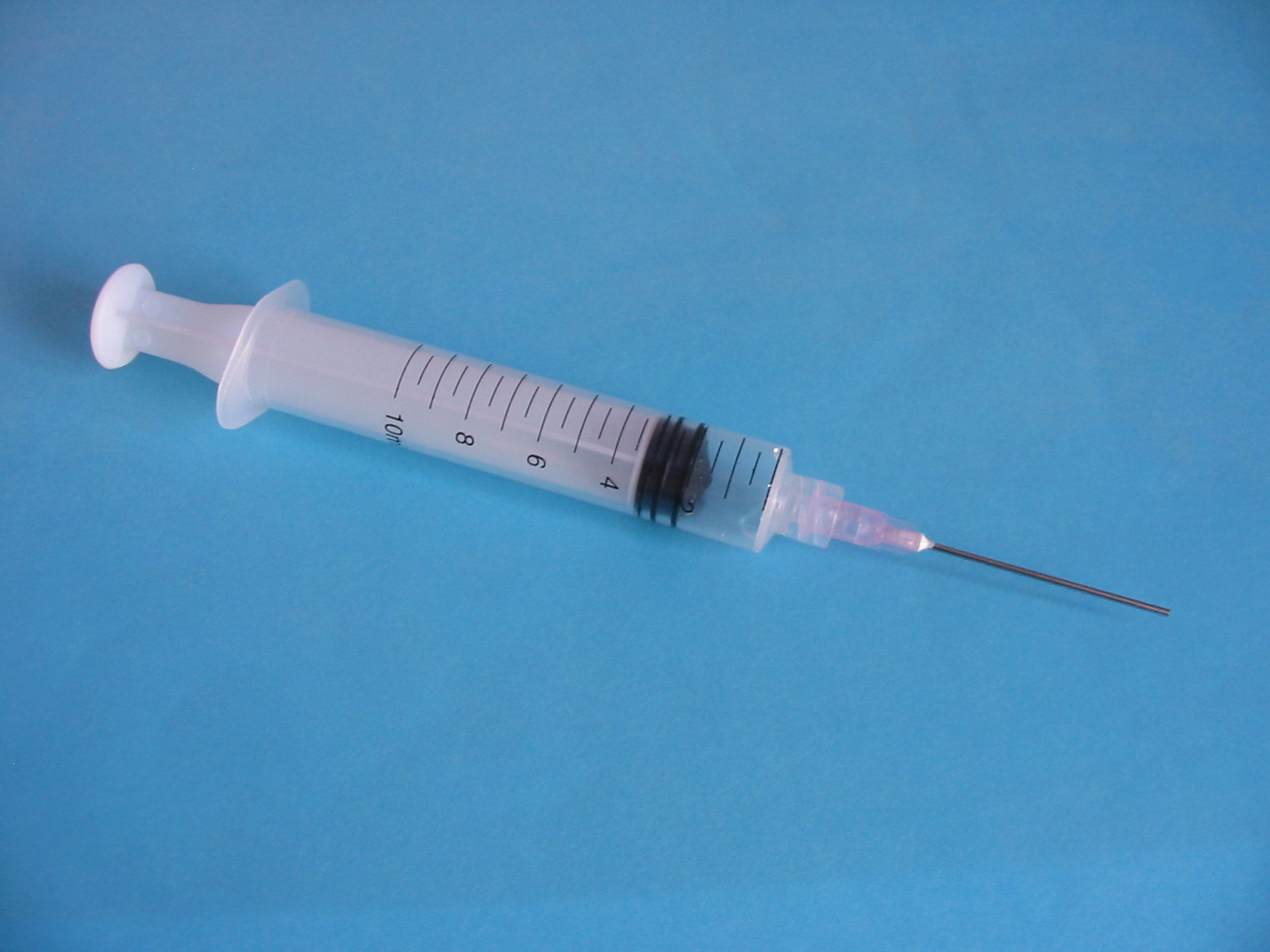
Uma seringa típica com uma agulha

Uma seringa é um equipamento de bombeamento, provido de uma agulha, usado por profissionais da área da saúde (ou eventualmente por usuários de drogas) para: inserir substâncias líquidas por via intravenosa, intramuscular, intracardíaca, subcutânea, intradérmica, intra-articular; retirar sangue; ou, ainda, realizar uma punção aspirativa em um paciente.
Existem vários tipos e modelos de seringas, que variam em tamanho, capacidade, material e finalidade. As seringas mais comuns são as de plástico descartáveis, que podem ter capacidades que variam de 0,5 mL a 60 mL. 

## Etimologia e Origem
"Seringa" vem do grego syrigx, através do latim syringa, que significa "caniço", "canudo". 
A seringa hipodérmica foi criada pelo médico veterinário francês Tabourin.

## Descrição

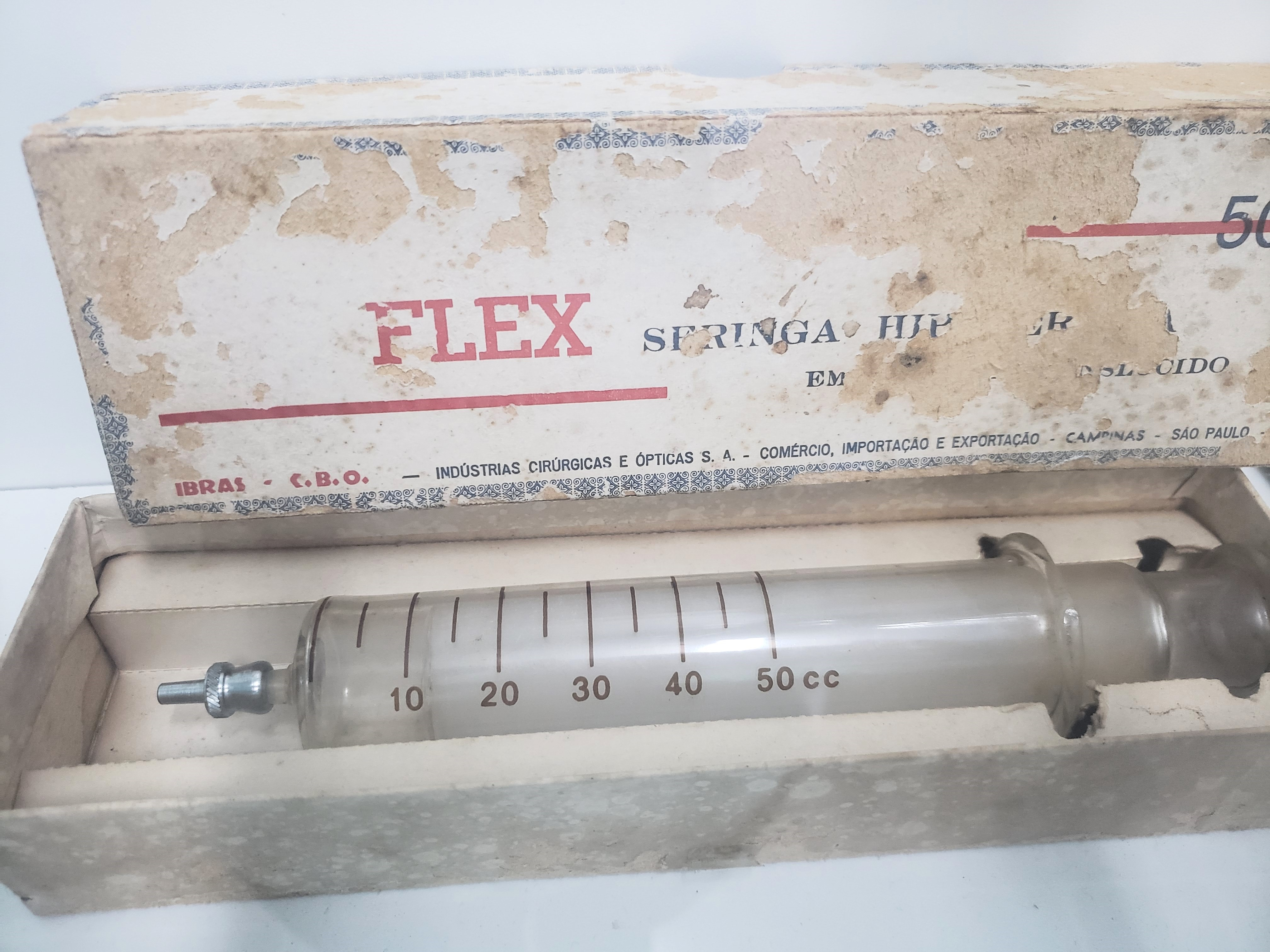
Antiga seringa de vidro

Trata-se de um dispositivo que pode ser feito em vidro, em metal ou em plástico, sendo esta primeira forma menos usual atualmente pela dificuldade adicional em se esterilizar a seringa. Assim, encontramos mais as descartáveis. Esta contém uma parte móvel, que seria o êmbolo, a qual contribui para uma variação de volume de um determinado líquido contido nesta.